# Habite-se
No Brasil, o "Habite-se" é o ato administrativo emanado de autoridade competente que autoriza o início da utilização efetiva de construções ou edificações destinadas à habitação. Trata-se de um documento que comprova que um empreendimento ou imóvel foi construído seguindo-se as exigências (legislação local, especialmente o Código de Obras do município) estabelecidas pela prefeitura para a aprovação de projetos.
O documento é emitido pela prefeitura da cidade onde o empreendimento ou imóvel encontra-se localizado. Enquanto o início da obra é autorizado por uma licença para construção, o habite-se atesta sua conclusão de acordo com a licença inicialmente dada.
Originariamente, o termo se referia apenas a construções residenciais, demonstrando que o local podia ser habitado como residência, devido à origem latina do termo (habitare, que significa habitar, morar, residir).

## Diversidade de denominações
No que se refere a construções não-residenciais, o termo doutrinariamente mais correto seria auto de conclusão ou auto de vistoria, que seria o ato administrativo que autoriza o início da utilização de construções ou edificações destinadas a fins não-residenciais.
Algumas legislações municipais, contudo, unificam os termos, utilizando auto de conclusão tanto para fins residenciais, como não-residenciais.
O nome varia entre os municípios, uma vez que é matéria de interesse local, disciplinada pelas leis municipais.
Em São Paulo, é chamado de certificado de conclusão, ainda que se faça referência ao nome mais conhecido. No Rio de Janeiro e em Belo Horizonte, utiliza-se o termo habite-se e em Porto Alegre, é chamado de carta de habitação ou habite-se.
Para Hely Lopes Meireles, o termo correto seria alvará de utilização, que seria vulgarmente conhecido como habite-se.

## Documentação necessária para obtenção do Habite-se
As documentações necessárias para obtenção do habite-se, variam de acordo com as legislações municipais de cada cidade. Infelizmente a burocracia ainda é um obstáculo para os profissionais que precisam de agilidade nestes procedimentos.
Normalmente, as prefeituras possuem os documentos necessários em seus websites.
O portal prefeituras.net, está organizando um banco de dados contendo os documentos necessários nas maiores e principais cidades do Brasil.